# 강철 (음악가)
강철(1972년 ~ )은 대한민국의 키보드 연주자, 작곡가이다.
1995년《뱅크 1집》에 키보디스트로 참여하여 키보드 연주자로 첫 데뷔하였다. 이후 키보드 연주자와 작사가와 작곡가와 편곡가로 활동하였으며 2013년 힙합 듀오 그룹 "엑시스" 로 제작자 프로듀서로 활동한적이 있다.